# أمل أمين (شاعرة)
أمل أمين (بالإنجليزية: Emel Emin)‏ (12 ديسمبر 1938، دوبريتش في بلغاريا)؛ مُدرسة، كاتِبة وشاعرة رومانية. درست في جامعة صوفيا.